# Valsequillo (Córdoba)
Valsequillo ist eine Gemeinde mit 362 Einwohnern (Stand: 2024) in der Provinz Córdoba in Andalusien. Sie liegt in der Comarca Valle del Guadiato. 

## Geographie
Die Gemeinde grenzt an Los Blázquez, La Granjuela, Hinojosa del Duque und Monterrubio de la Serena. Sie liegt in der Sierra Morena, am nördlichen Ende der Provinz Córdoba in der Nähe der Extremadura.

## Geschichte
Die Schlacht von Valsequillo fand zwischen dem 5. Januar und dem 4. Februar 1939 während des Spanischen Bürgerkriegs im Gebiet der Gemeinde statt, die sich in der Nähe der extremaduranischen Frontlinie befand.